# Rak podstawnokomórkowy skóry

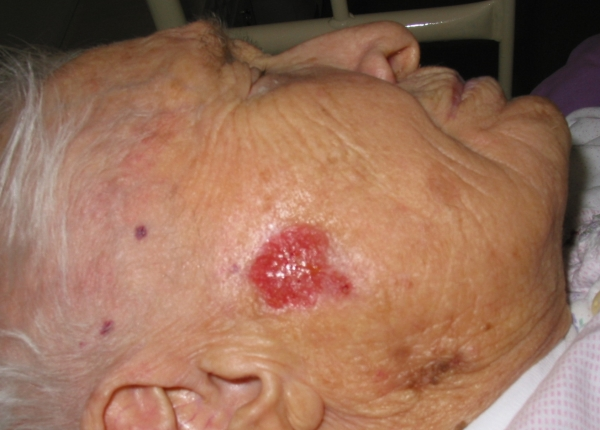

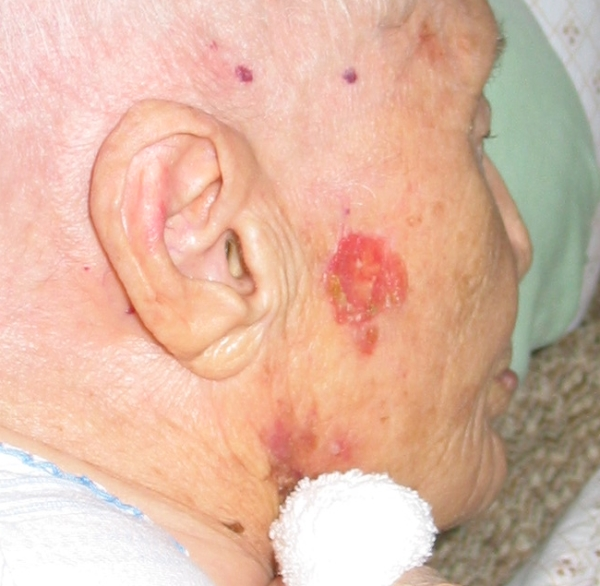

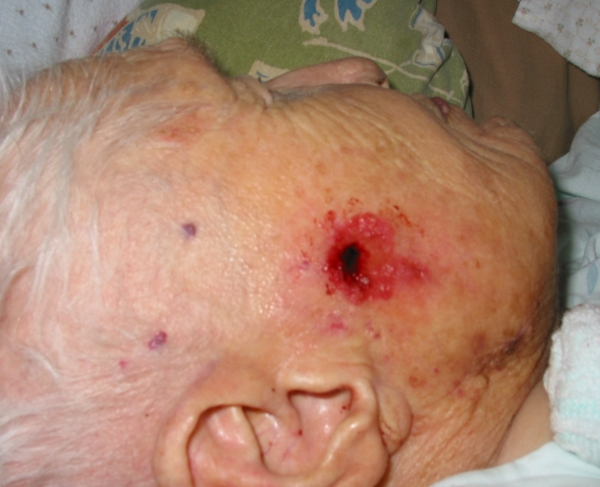

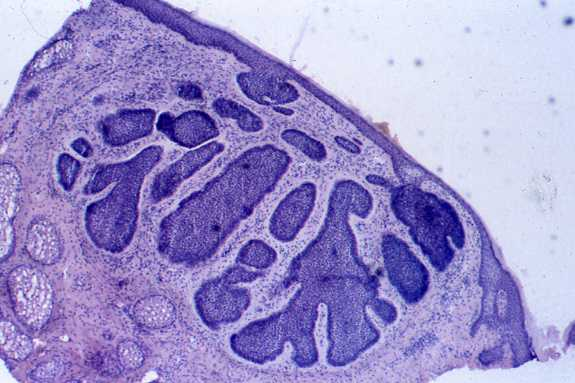
Histologia guzkowego raka podstawnokomórkowego

Rak podstawnokomórkowy skóry (łac. carcinoma basocellulare, basalioma, ang. basal cell carcinoma, BCC) – najczęstszy nowotwór złośliwy skóry i najczęstszy nowotwór złośliwy u osób rasy białej, charakteryzujący się niskim stopniem złośliwości, powolnym wzrostem i bardzo rzadkim przerzutowaniem. Nowotwór ten ma szereg nazw synonimicznych i eponimów, m.in.: ulcus Jacobi, ulcus rodens, wrzód drążący Krompechera (tumor Krompecheri), epithelioma basocellulare, adnexoblastoma.

## Epidemiologia
BCC jest najczęstszym nowotworem złośliwym skóry. Według Skin Cancer Foundation w USA corocznie 800000 ludzi zapada na tę chorobę. Częstość zachorowań rośnie z wiekiem i jest większa u ludzi rasy białej. Dotyczy głównie osób nadmiernie narażonych na promieniowanie ultrafioletowe światła słonecznego (rolnicy, żeglarze, osoby opalające się, itp.). W zespole Gorlina istnieje genetycznie uwarunkowana skłonność do powstawania raków podstawnokomórkowych skóry, spowodowana mutacją w genie PTCH2 w locus 9q22.3.

## Objawy i przebieg
Charakter wykwitów pierwotnych w BCC może być mocno zróżnicowany, stąd w zależności od cech morfologicznych nowotworu wyróżniamy następujące odmiany:
- Rak podstawnokomórkowy guzkowy (carcinoma basocellulare nodosum) – najczęstsza postać BCC, wykwit ma charakter niezapalnego guzka otoczonego charakterystycznym, niezapalnym, perełkowatym wałem. W części środkowej guzka może występować bliznowacenie.
- Rak podstawnokomórkowy wrzodziejący (carcinoma basocellulare exulcerans, historyczna nazwa: wrzód drążący – ulcus rodens) – postać charakteryzująca się głębokim nacieczeniem podstawy guza, mogącym prowadzić do niszczenia mięśni i kości. Charakterystyczny dla obrazu klinicznego BCC wał otaczający guzek może być w tej postaci ledwo dostrzegalny.
- Rak podstawnokomórkowy barwnikowy (carcinoma basocellulare pigmentosum)
- Rak podstawnokomórkowy twardzinopodobny (carcinoma basocellulare morpheiforme) – ma charakter porcelanowej barwy guzka, zazwyczaj nie ulegającego rozpadowi.
- Rak podstawnokomórkowy torbielowaty (carcinoma basocellulare cysticum) – postać lokalizująca się zwykle na powiekach, w której wykwitem pierwotnym są małe, przezroczyste guzki.
- Rak podstawnokomórkowy powierzchowny (carcinoma basocellulare superficiale) – postać o łagodnym i bardzo przewlekłym przebiegu, w której powierzchowne wykwity są na ogół liczne, dobrze odgraniczone, i charakteryzują się bardzo powolnym szerzeniem. Obecny jest lekko wyniosły wał wokół pojedynczej zmiany. Najczęstszą lokalizacją tej postaci nowotworu jest tułów; odmianą postaci powierzchownej jest tzw. guz Arninga (carcinoma basocellulare superficiale multicentricum).

Ogólnie wszystkie odmiany BCC charakteryzują się powolnym przebiegiem i typową lokalizacją na skórze twarzy, nigdy nie uszkadzają gałki ocznej i nie zajmują błon śluzowych. z wyjątkiem postaci wrzodziejącej, naciekają podścielisko tylko w nieznacznym stopniu. 

Inną charakterystyczną cechą BCC jest tylko wyjątkowe występowanie przerzutów. Opisano pojedyncze przypadki przerzutów raka podstawnokomórkowego do węzłów chłonnych i narządów wewnętrznych.

## Różnicowanie

### Postać guzkowa BCC
- Gruźlica toczniowa (tuberculosis luposa)
- Toczeń rumieniowaty przewlekły (DLE)

### Postać wrzodziejąca
- Rak kolczystokomórkowy skóry (carcinoma spinocellulare)

### Postać barwnikowa
- Czerniak złośliwy (melanoma)

### Postać powierzchowna
- Choroba Bowena (morbus Boweni)
- Łuszczyca zadawniona (psorasis inveterata)
- Liszaj płaski barwnikowy (lichen planus pigmentosus)

## Leczenie
- Chirurgiczne usunięcie tkanki nowotworowej z mikroskopową kontrolą granic usuwanej zmiany (metoda Mohsa)[3]
- Krioterapia
- Terapia fotodynamiczna (PDT).
- Maść 5-fluorouracylowa (5%)
- Doogniskowe iniekcje interferonu.

## Klasyfikacja ICD10
| kod ICD10     | nazwa choroby                                  |
| ------------- | ---------------------------------------------- |
| ICD-10: C44   | Inne nowotwory złośliwe skóry                  |
| ICD-10: C44.0 | Skóra wargi                                    |
| ICD-10: C44.1 | Skóra powieki, łącznie z kątem oka             |
| ICD-10: C44.2 | Skóra ucha i przewodu słuchowego zewnętrznego  |
| ICD-10: C44.3 | Skóra innych i nieokreślonych części twarzy    |
| ICD-10: C44.4 | Skóra owłosiona głowy i szyi                   |
| ICD-10: C44.5 | Skóra tułowia                                  |
| ICD-10: C44.6 | Skóra kończyny górnej, łącznie z barkiem       |
| ICD-10: C44.7 | Skóra kończyny dolnej, łącznie z biodrem       |
| ICD-10: C44.8 | Zmiany przekraczające granice określone kodami |
| ICD-10: C44.9 | Nowotwór złośliwy skóry, nieokreślony          |